# Стереоскопічна фотозйомка
Стереоскопічна фотозйомка — фотозйомка двох ракурсів (точок зйомки), в результаті якої виходить стереопара. 
Демонстрація глядачеві здійснюється таким чином, щоб кожне око бачило свій ракурс за допомогою стереоскопа, анагліфних, поляризаційних або затворних окулярів, стереоскопічного діапроєктора або іншими методами. 
Також стереопару можна переглядати без додаткових пристроїв наприклад прямим або перехресним переглядом. 
Завдяки бінокулярному зору глядач бачить об'ємне зображення. 
Стереоскопічна фотозйомка може виконуватися спеціальними двухоб'ектівними фотоапаратами, за допомогою спеціальних пристроїв — стереобазисів, а також з рук. 

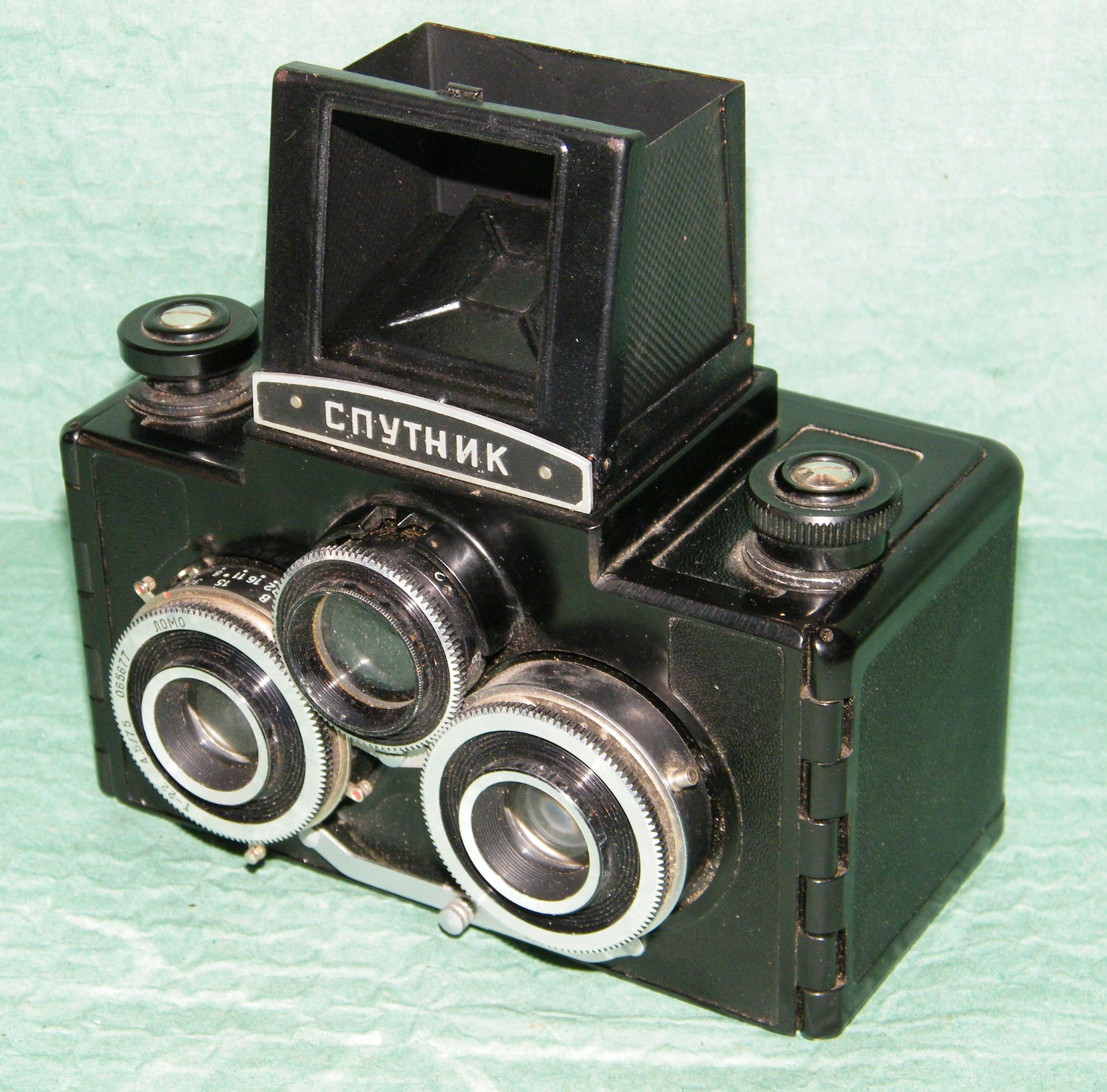
Фотоапарат «Супутник»
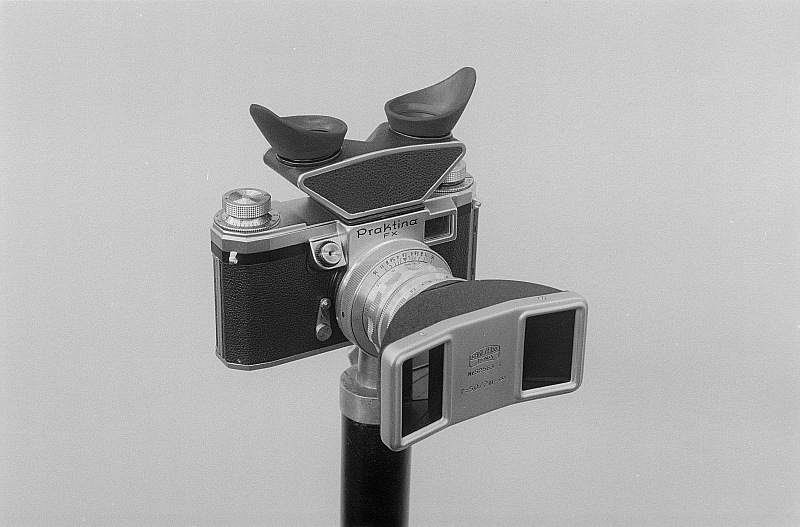
Стереонасадка на об'єктив
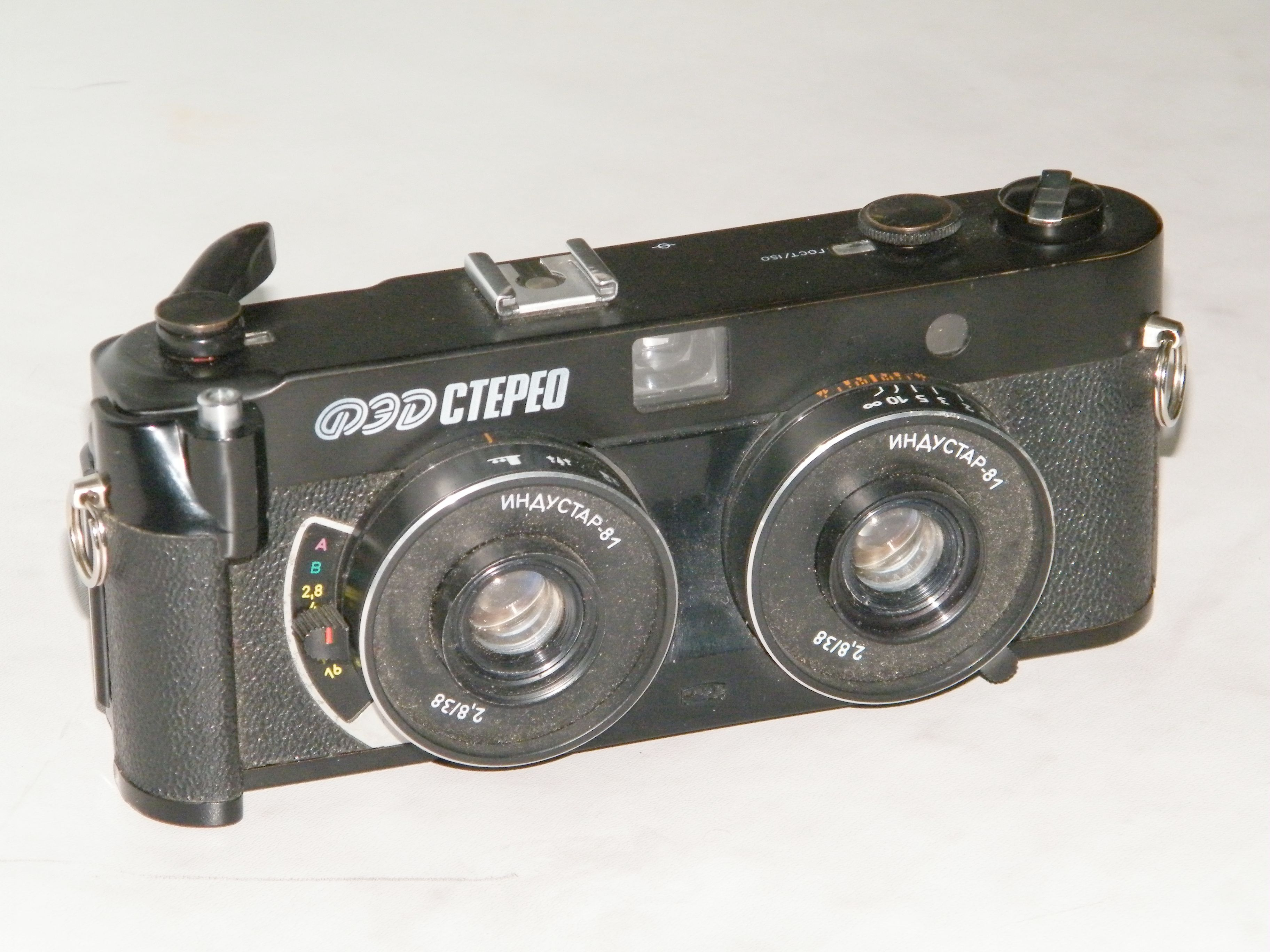
Фотоапарат «ФЕД-Стерео»

## Див. також

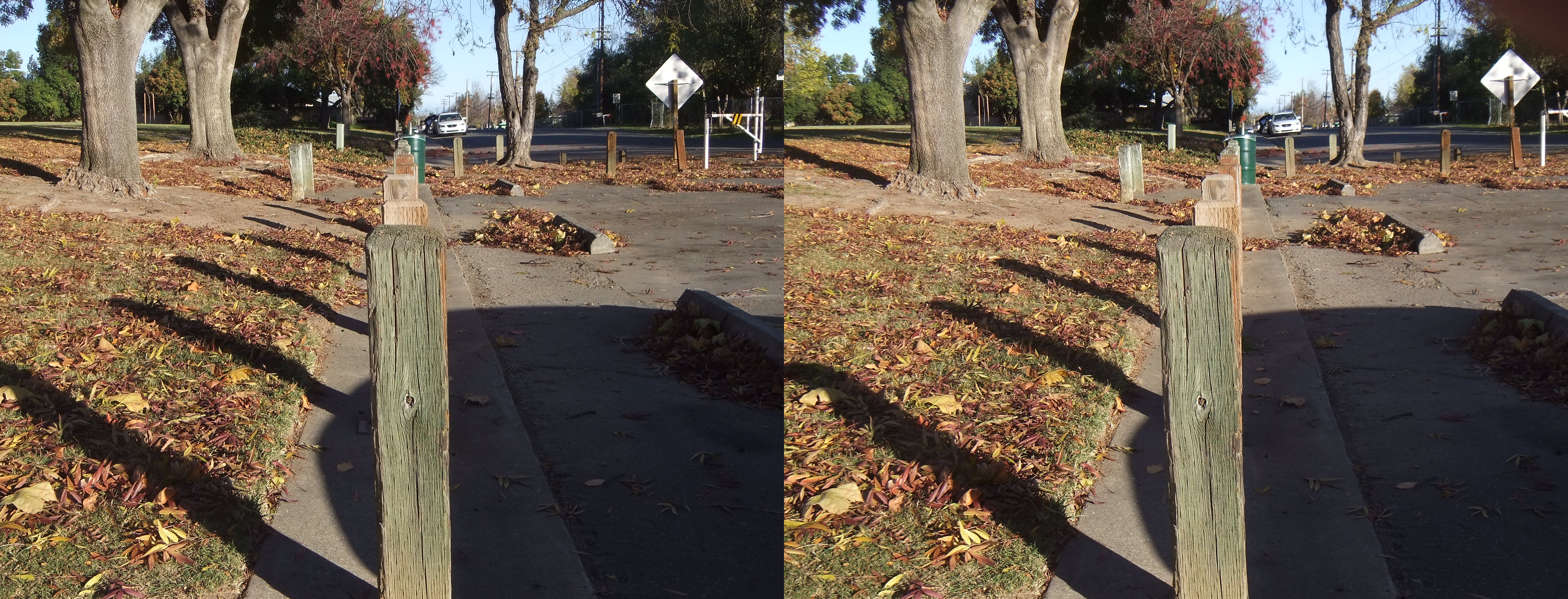
Стереофотографія (зроблена камерою Fujifilm FinePix W Series Real 3D)